# リバティ郡区 (アーカンソー州ポープ郡)
リバティ郡区 (Liberty Township) は、アメリカ合衆国アーカンソー州ポープ郡にある19の郡区の一つである。2000年の国勢調査で、人口は805人だった。

## 地理
アメリカ合衆国国勢調査局によると、郡区の面積は147平方キロメートル（56.6平方マイル)で、そのすべてが陸地である。